# Stoki Stare
Stoki Stare – wieś w Polsce położona w województwie świętokrzyskim, w powiecie ostrowieckim, w gminie Ćmielów.
Do końca 2015 roku miejscowość nosiła nazwę Stare Stoki.
W latach 1975–1998 miejscowość administracyjnie należała do województwa tarnobrzeskiego.